# 나이프 하자지
나이프 하자지(1988년 7월 27일 ~ , 아랍어: نايف هزازي)는 사우디아라비아의 축구 선수로서, 포지션은 스트라이커이다. 현재 보토샤니에서 뛰고 있다.

## 축구인 경력

### 클럽 경력
2006년 사우디아라비아의 명문 클럽 알이티하드에서 프로 무대에 데뷔하였으며 2008년 17경기에 출장한 리그 경기에서 9골을 성공시키며 이름을 알리기 시작하였다. 그러나 2009-10 시즌에는 부상으로 많은 경기에 출장하지 못하였다. 다시 주전을 꿰찬 2010-11 시즌엔 리그에서만 12골을 터뜨려 다시 주목을 받기 시작하였다.

### 국가대표 경력
2008년 처음 국가대표팀에 발탁되었으며 2009년 이란과의 경기에서 골을 터뜨리며 A매치 데뷔골을 성공시켰다.